# 市尾站 (神奈川縣)
市尾站（日语：／ Ichigao eki */?）是一個位於神奈川縣橫濱市青葉區市尾町，屬於東急電鐵田園都市線的鐵路車站。車站編號是DT18。
本站是距離青葉區役所最近的車站。

## 年表
- 1966年（昭和41年）4月1日 - 車站啟用[2]。
- 1979年（昭和54年）6月 - 改建為跨站式站房，增設自由通道[2]。
- 2015年（平成27年）4月1日 - 因東口車站大樓計畫改建東口。車站直通型商業大樓「etomo市尾」開幕。
- 2017年（平成29年）
  - 9月21日 - 2號線設置月台門。
  - 10月29日] - 2號線啟用月台門。
  - 11月19日 - 1號線設置月台門。
  - 12月24日 - 1號線啟用月台門。

## 結構
本站為側式月台2面2線地面車站，站房採跨站式站房設計。由於位於丘陵斜坡，西口與路面有高度差。江田站側的站體上有人工地盤作為巴士總站用地。
廁所在付費區內，另外東口亦有自治體管理的廁所。
為了減少人身事故，站內會播放背景音樂試圖減緩自殺者的情緒（田園都市線的薊野站、江田站也有相同措施）。

### 月台配置
| 月台 | 路線       | 方向 | 目的地                                              |
| ---- | ---------- | ---- | --------------------------------------------------- |
| 1    | 田園都市線 | 下行 | 長津田、中央林間方向                                |
| 2    | 田園都市線 | 上行 | 二子玉川、澀谷、半藏門線 押上、 伊勢崎線 春日部方向 |

（來源：東急電鐵:車站構內圖 （页面存档备份，存于））

### 設備
階梯、電扶梯、電梯
候車室
無障礙設施
- 加寬型驗票閘門

其他
- 自動體外心臟去顫器（AED）
- 橫濱市立圖書館還書箱（付費區外）
- 蕎麥麵店「しぶそば」（付費區外）
- 京樽（付費區外）

etomo內
- 大戶屋
- 大創百貨
- 羅多倫咖啡
- SAINT-GERMAIN麵包店
- 東急store

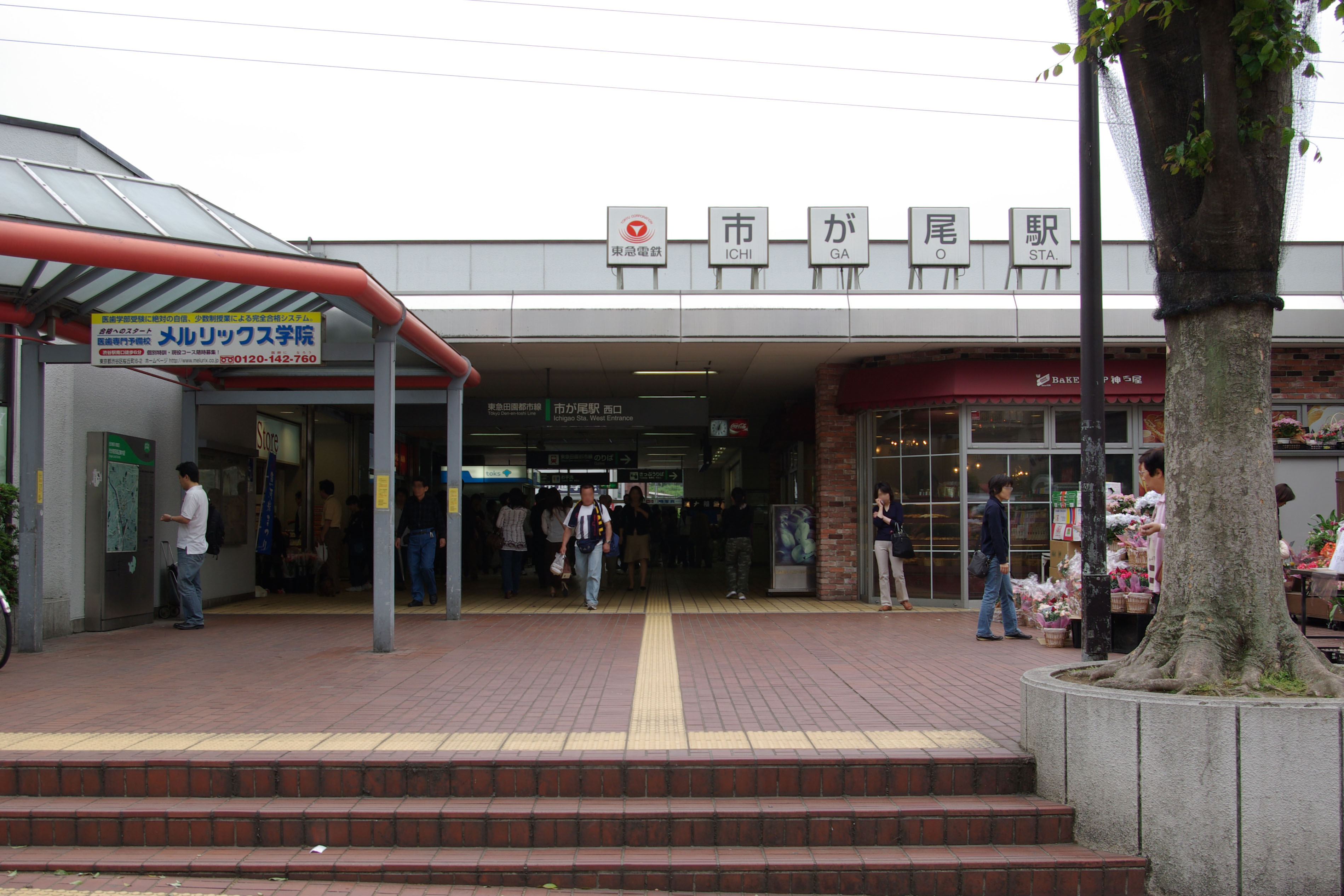
車站西出入口（2007年5月13日）
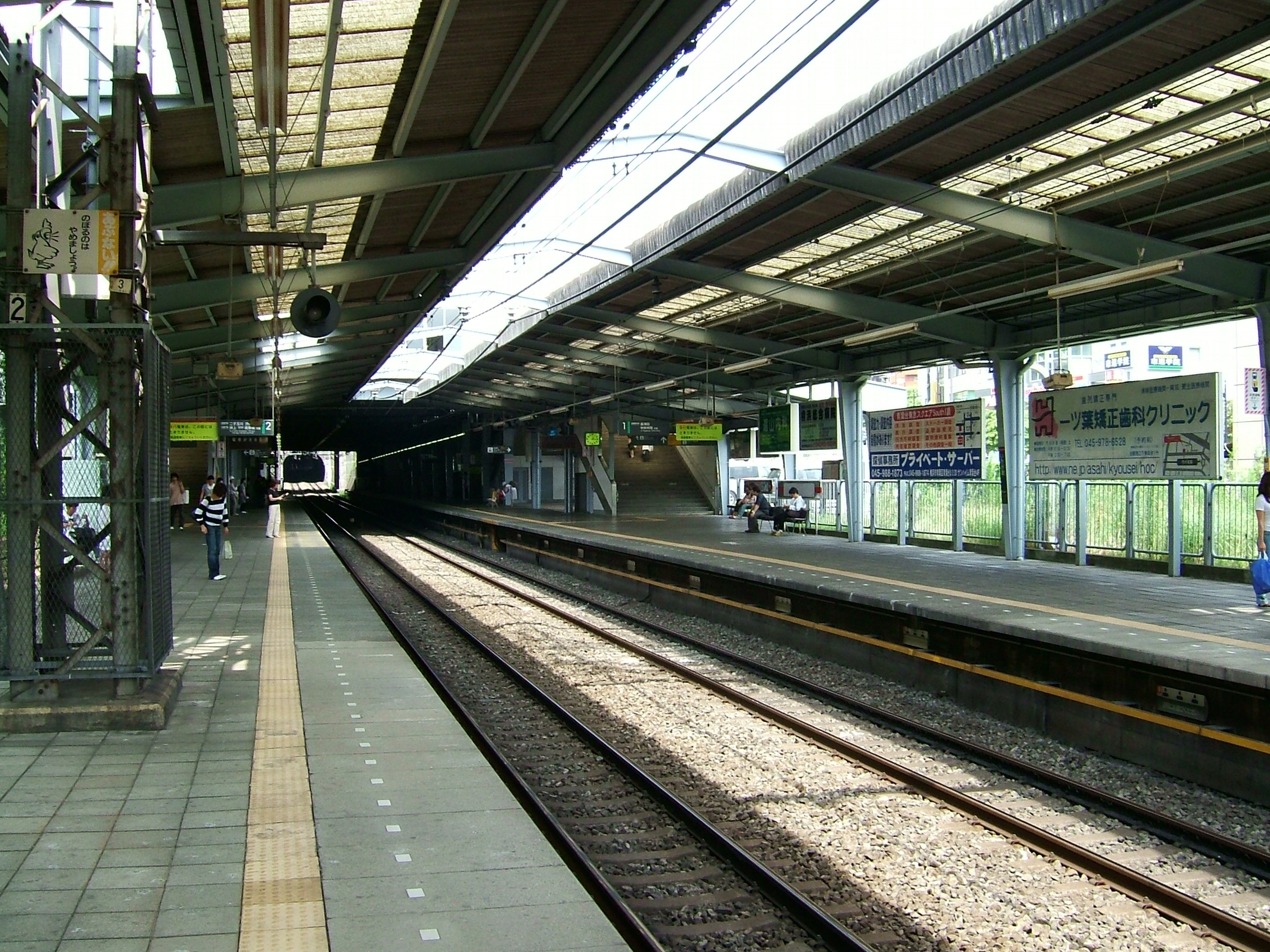
車站月台（2004年8月12日）
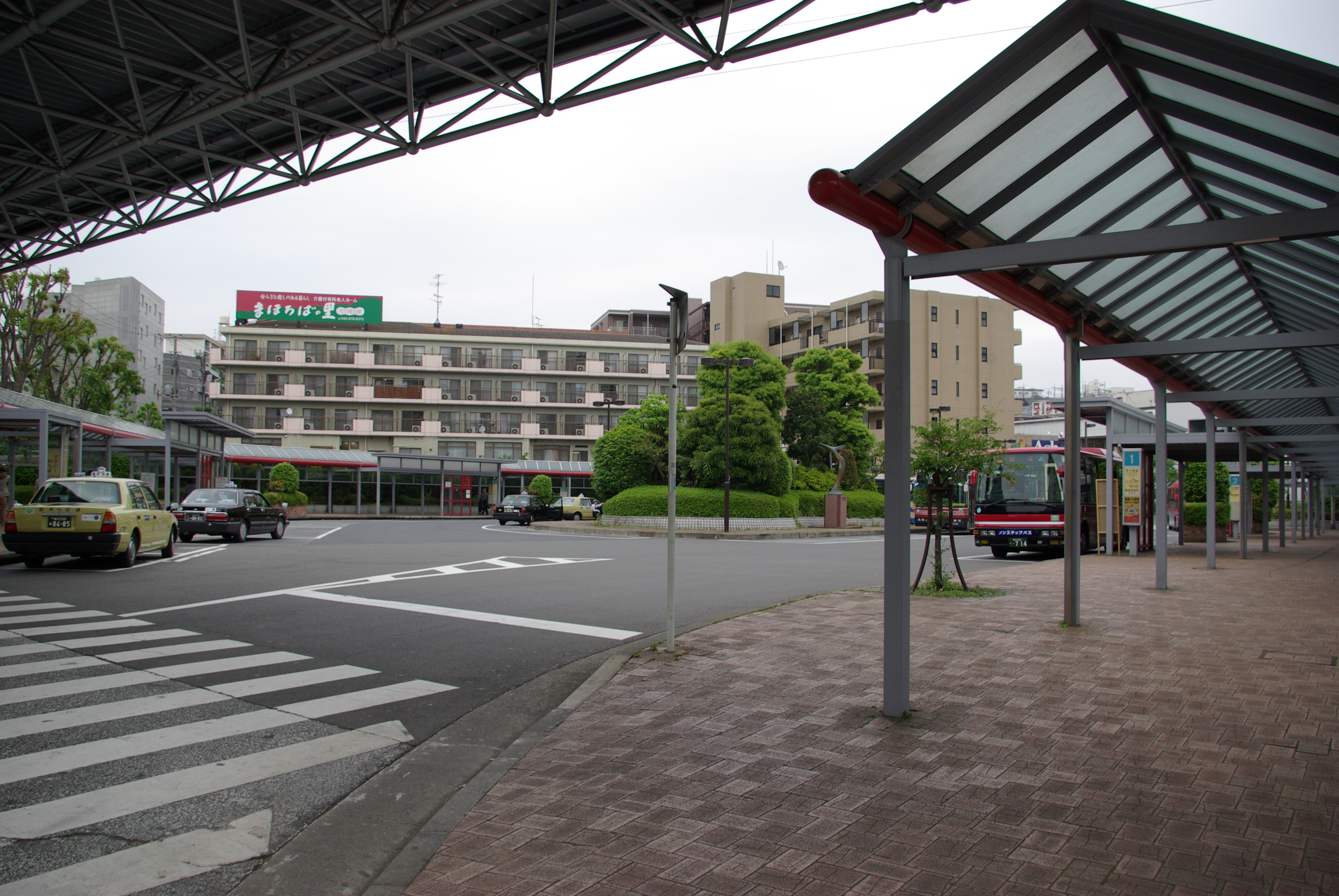
巴士總站（2007年5月13日）

## 使用情況
2016年度1日平均上下車人次為44,338人。
近年1日平均上下、上車人次推移如下表。
| 年度               | 1日平均 上下車人次 | 1日平均 上車人次 | 來源     |
| ------------------ | ------------------ | ---------------- | -------- |
| 1980年（昭和55年） |                    | 14,449           |          |
| 1981年（昭和56年） |                    | 15,159           |          |
| 1982年（昭和57年） |                    | 15,762           |          |
| 1983年（昭和58年） |                    | 16,866           |          |
| 1984年（昭和59年） |                    | 18,175           |          |
| 1985年（昭和60年） |                    | 19,071           |          |
| 1986年（昭和61年） |                    | 20,405           |          |
| 1987年（昭和62年） |                    | 21,964           |          |
| 1988年（昭和63年） |                    | 23,370           |          |
| 1989年（平成元年） |                    | 24,022           |          |
| 1990年（平成02年） |                    | 24,792           |          |
| 1991年（平成03年） |                    | 25,456           |          |
| 1992年（平成04年） |                    | 25,240           |          |
| 1993年（平成05年） |                    | 24,636           |          |
| 1994年（平成06年） |                    | 24,332           |          |
| 1995年（平成07年） |                    | 24,227           | [ * 1 ]  |
| 1996年（平成08年） |                    | 23,914           |          |
| 1997年（平成09年） |                    | 23,568           |          |
| 1998年（平成10年） |                    | 23,095           | [ * 2 ]  |
| 1999年（平成11年） |                    | 22,785           | [ * 3 ]  |
| 2000年（平成12年） |                    | 22,778           | [ * 3 ]  |
| 2001年（平成13年） |                    | 22,686           | [ * 4 ]  |
| 2002年（平成14年） | 44,069             | 22,287           | [ * 5 ]  |
| 2003年（平成15年） | 43,886             | 22,129           | [ * 6 ]  |
| 2004年（平成16年） | 43,756             | 22,088           | [ * 7 ]  |
| 2005年（平成17年） | 44,497             | 22,343           | [ * 8 ]  |
| 2006年（平成18年） | 45,315             | 22,742           | [ * 9 ]  |
| 2007年（平成19年） | 46,113             | 23,212           | [ * 10 ] |
| 2008年（平成20年） | 43,890             | 22,215           | [ * 11 ] |
| 2009年（平成21年） | 43,638             | 21,861           | [ * 12 ] |
| 2010年（平成22年） | 43,181             | 21,640           | [ * 13 ] |
| 2011年（平成23年） | 42,763             | 21,429           | [ * 14 ] |
| 2012年（平成24年） | 42,978             | 21,535           | [ * 15 ] |
| 2013年（平成25年） | 43,548             | 21,811           | [ * 16 ] |
| 2014年（平成26年） | 43,001             | 21,528           | [ * 17 ] |
| 2015年（平成27年） | 44,121             | 22,093           |          |
| 2016年（平成28年） | 44,338             |                  |          |

## 周邊

### 公共
- 橫濱市青葉區綜合廳舍
  - 青葉區役所
  - 橫濱市青葉福祉保健中心
- 橫濱市青葉運動中心
- 橫濱市青葉公會堂
- 橫濱市青葉消防署
- 青葉郵便局（日语：青葉郵便局）
- 市尾站前郵便局
- 橫濱市尾郵便局
- 神奈川縣青葉警察署（日语：青葉警察署）
- 橫濱地方法務局青葉出張所
- 綠縣稅事務所
- 綠稅務署
- 東名高速道路橫濱青葉交流道

- 東京電力荏田變電所
- 東急市尾變電所

- 稻荷前古墳群（日语：稲荷前古墳群）
- 市尾橫穴古墳群（日语：市ヶ尾横穴古墳群）

### 商業
- 西友
- 成城石井市尾店
- 綠超級藥妝店市尾店（2號店）
- SEIJO（日语：セイジョー）

### 金融
- きらぼし銀行（日语：きらぼし銀行）市尾支店
- 橫濱銀行市尾支店
- 瑞穗銀行市尾支店

### 學校
- 學校法人桐蔭學園（日语：学校法人桐蔭学園）
- 神奈川縣立川和高等學校（日语：神奈川県立川和高等学校）
- 神奈川縣立市尾高等學校（日语：神奈川県立市ヶ尾高等学校）

## 巴士路線
站旁有巴士總站，可搭乘橫濱市營巴士、東急巴士、小田急巴士、神奈川中央交通（部分為神奈川中央交通東）的路線巴士前往周邊各地。巴士站名為「市尾站」。
| 乘車處 | 系統                               | 主要行經地                                                        | 目的地                | 運行業者       |
| ------ | ---------------------------------- | ----------------------------------------------------------------- | --------------------- | -------------- |
| 1號    | 鷺22                               | （無停車、深夜巴士）                                              | 青葉台站              | ■東急          |
| 1號    | 高速巴士                           | 富士急高原樂園                                                    | 河口湖站              | ■東急、■富士急 |
| 1號    | 高速巴士                           | （直行）                                                          | 御殿場PREMIUM OUTLETS | ■東急、■富士急 |
| 1號    | 高速巴士                           | Snowtown Yeti                                                     | Grinpa                | ■東急、■富士急 |
| 2號    |                                    | （經國道246號、入庫班次）                                         | 青葉台營業所          | ■東急          |
| 3號    |                                    |                                                                   |                       |                |
| 4號    | 306                                | 川和高校入口、大丸 （白天：都筑交流之丘站）                       | 中心南站              | ■市營          |
| 5號    |                                    |                                                                   |                       |                |
| 305    | 川和高校入口、見花山、川和台       | 石橋                                                              | ■市營                 |                |
| 305    | 川和高校入口、見花山、川和台、石橋 | 中山站北口                                                        | ■市營                 |                |
| 6號    | 市61 市62                          | 市尾中學校、天谷（上午、左回） 荏田西四丁目、泉田向（下午、右回） | 【循環】泉田向        | ■東急          |
| 7號    | 市03                               | 川和町、梅田橋、小機站                                            | 新橫濱站              | ■東急          |
| 7號    | 市43                               | 川和町、貝之坂                                                    | 中山站北口            | ■東急          |
| 7號    | 中50                               | 川和町、貝之坂、都橋                                              | 中山站北口            | ■神奈中        |
| 7號    | 市02                               | 再勝坂、恩田成合                                                  | 長津田站              | ■神奈中東      |
| 8號    | 市43                               | 桐蔭學園入口、鴨志田團地 （、日體大、兒童國）                     | 【循環】寺家町        | ■東急          |
| 8號    | 市43                               | 桐蔭學園入口、鴨志田團地 （、日體大、兒童國）                     | 奈良北團地            | ■東急          |
| 8號    | 青27                               | 大場町入口、桐蔭學園前、成合、櫻台                                | 青葉台站              | ■東急          |
| 9號    | 柿23                               | 桐蔭學園入口、鐵町（くろがねちょう）、下麻生                      | 柿生站北口            | ■東急 ■小田急  |
| 9號    | 柿26                               | 大場町入口、鐵町、柿生站北口、片平、黑川                          | 若葉台站              | ■神奈中        |
| 9號    | 市43                               | 桐蔭學園入口（出入庫班次）                                        | 鐵町                  | ■東急          |
| 9號    | 市43                               | 桐蔭學園入口                                                      | 桐蔭學園前            | ■東急          |
| 10號   | 市43                               | 大場町入口、桐蔭學園入口                                          | 桐蔭學園前            | ■東急          |

## 名稱由來
站名取自於當地地名，但兩者寫法不同。地名寫為「市ケ尾」，而站名寫作「市が尾」。這是由於車站啟用以前，站名若有漢字與片假名不在當用漢字（現在的常用漢字），以平假名取代。如「ヶ」、「ノ」改為「が」、「の」。

## 相鄰車站
東急電鐵
 田園都市線
■急行、■準急
通過
■各站停車
江田（DT17）－市尾（DT18）－藤丘（DT19）

## 延伸閱讀
- 宮田道一. . JTBパブリッシング. 2008-09-01. ISBN 9784533071669.

## 外部連結
- 市尾（各站資訊） - 東急電鐵（日語）